# Анкарская билькентская городская больница
Анкарская билькентская городская больница (тур. Ankara Bilkent Şehir Hastanesi) — городская больница с полным спектром услуг, расположенная в Анкаре, столице Турции. Она была открыта в 2019 году и является крупнейшей в стране, будучи рассчитанной в общей сложности на 3704 больничные койки.

## История
Финансовые средства на строительство больницы в размере 890 миллионов евро были выделены восемью турецкими и иностранными банками. Церемония закладки её фундамента состоялась 18 сентября 2013 года, а сами строительные работы начались в 2015 году. Больница возводилась в рамках государственно-частного партнёрства (ГЧП). Некоторые отделения больницы были введены в эксплуатацию уже в октябре 2018 года, а сама она была официально открыта 14 марта 2019 года, став второй городской больницей в Анкаре после городской больницы Этлик (тур. Etlik Şehir Hastanesi).

## Описание
Городская больница располагается в квартале (семт) Билькент в районе Чанкая (Анкара). Больничный кампус занимает территории площадью 180 га (0,18 км²).
Больничный комплекс включает в себя 131 операционную, 904 поликлиники и 3704 койко-места, располагающиеся в 82 VIP-палатах, 1554 одноместных и 725 двухместных палатах, а также в 700 отделениях интенсивной терапии. В клинике диализа располагается 38 коек. Когда больница будет работать на полную мощность, она должна принимать до 30 000 пациентов и лечить до 8000 неотложных пациентов в день. В состав комплекса входят отделения кардиохирургии, неврологии, онкологии, ортопедической хирургии, физиотерапии и реабилитации, а также отделения общего профиля. Анкарская билькентская городская больница — одна из девяти городских больниц в Турции и самая большая в стране. На территории больничного комплекса также располагается отель на 100 мест, играющий роль клиники для медицинского наблюдения. Кроме того, больница оборудована двумя вертолётными площадками, предназначенными для перевозки пациентов по воздуху.
| Отделение                           | Койки |
| ----------------------------------- | ----- |
| Главное                             | 66    |
| Общее                               | 562   |
| Сердечно-сосудистых заболеваний     | 441   |
| Неврологии и ортопедии              | 506   |
| Детское                             | 599   |
| Родильное                           | 542   |
| Онкологии                           | 588   |
| Физиотерапии и реабилитации         | 300   |
| Судебной психиатрии строгого режима | 100   |
| Всего                               | 3704  |

В больнице работают около 2700 учёных, врачей и хирургов, 6300 медицинских работников и 4000 административных и прочих сотрудников.